# Svenska skolkökslärarinnornas förening
Svenska skolkökslärarinnornas förening (SSLF) var en nationell förening för skolkökslärarinnor grundad 1906.
Praktisk utbildning i skolkökskunskap hade bedrivits sedan 1887, först vid Sigrid Rudebecks gymnasium i Göteborg. En lokal förening för skolkökslärarinnor hade bildats i Stockholm 1902 och under de nästföljande åren bildades flera lokala och regionala föreningar på olika håll i landet. År 1906 organiserades ett nationellt möte för skolkökslärarinnor med Kerstin Hesselgren som ordförande. I samband med mötet bildade man den 10 januari Svenska skolkökslärarinnornas förening. Hesselgren valdes till föreningens första ordförande och verkade fram till 1913, varefter hon övergick till att vara hedersordförande. Initialt fokuserade föreningen på skolkökslärarinnornas ersättning och förmåner. Som ett resultat beslutade Sveriges riksdag 1913 om lönereglering för skolkökslärarinnor, vilket var sex år innan folkskolelärarinnor fick ett motsvarande avtal. Föreningen bytte 1963 namn till Hushållslärarnas riksförening och upphörde 1990 när den införlivades i Lärarnas riksförbund.

## Lista över ordförande
- 1906–1913 Kerstin Hesselgren
- 1913–1926 Ida Norrby
- 1928–1936 Ingeborg Wallin
- 1936–1944 Tilda Hansson
- 1944–1947 Ebba Virgin
- 1947–1962 Greta Kastman
- 1962–1965 Karin Fredriksson
- 1965–1972 Alice Melvinger
- 1972–1982 Anne-Marie Rehnman
- 1982–1991 Monica Lirén Wikander